# Ljuben Spasow
Ljuben Spasow, bułg. Любен Димитров Спасов (ur. 22 marca 1943 w Sofii) – bułgarski szachista, arcymistrz od 1976 roku.

## Kariera szachowa
W latach 70. i 80. należał do szerokiej czołówki bułgarskich szachistów. Trzykrotnie reprezentował swój kraj na szachowych olimpiadach (1974, 1978, 1980) oraz w drużynowych mistrzostwach Europy (1977, 1980, 1983).
Wielokrotnie uczestniczył w międzynarodowych turniejach, zwyciężając bądź dzieląc I miejsce m.in. w Lublinie (1971), Gausdal (1975), Albenie (1975, 1978), Sofii (1975), Prisztinie (1975), Oslo (1976), Perniku (1976), Viroviticy (1976), Starej Zagorze (1977), Hamburgu (1977), Kikindze (1978), Oberwart (1980) oraz w Pamporowie (1981). W roku 1980 wystąpił w memoriale Akiby Rubinsteina w Polanicy-Zdroju, dzieląc II-IV miejsce (za Olegiem Romaniszynem, a wraz z László Bárczayem i Jerzym Pokojowczykiem).
Największe sukcesy w karierze osiągnął w turniejach o mistrzostwo świata "weteranów" (zawodników powyżej 60. roku życia). W 2005 roku zdobył w Lignano złoty, a w 2006 w Arvier brązowy medal w tych rozgrywkach.
Najwyższy ranking w karierze osiągnął 1 stycznia 1977, z wynikiem 2480 punktów dzielił wówczas 3-4. miejsce (za Iwanem Radułowem i Georgi Tringowem, wspólnie z Nikoła Pydewskim) wśród bułgarskich szachistów.